# Xaver Frick
Xaver Frick (Balzers, 22 februari 1913 - Vaduz, 10 juni 2009) was een atleet en cross-country skiër uit Liechtenstein. Hij nam zowel aan Olympische Zomerspelen als Winterspelen deel.

## Loopbaan
Frick nam als sprinter deel aan de Olympische Zomerspelen van 1936 in Berlijn. Zowel op de 100 m als op de 200 m werd hij uitgeschakeld in de eerste ronde. Twee jaar later nam hij op dezelfde nummers deel aan de Europese kampioenschappen in Parijs.
In 1948 nam hij op het de 4 x 10 km langlaufen deel aan de Olympische Winterspelen van 1948 in Sankt Moritz. Frick is daardoor de enige Liechtensteinse atleet die anno 2020 heeft deelgenomen aan zowel de Olympische Zomer- als de Winterspelen.
Frick was een van de oprichters van zowel de National Sports Association als het Liechtensteinischer Olympischer Sportverband, later omgedoopt tot Liechtenstein Olympic Committee (LOC). Hij was vanaf de oprichting in 1935 secretaris van het LOC en was voorzitter van 1963 tot 1970.
Frick was 35 jaar lang de eerste president van de Liechtensteiner Turn- und Leichtathletikverband, lid van de European Athletic Association. Daarnaast was Frick lid van de raad van bestuur van verschillende andere Liechtensteinse organisaties, waaronder de Alpine Club, de Gymnastics Club en de Balzers Ski Club.
Hij werd bekroond met een Gouden Laurier in 2003 door de regering van Liechtenstein voor uitstekende bijdragen aan sport.
Frick stierf op 10 juni 2009 op 96-jarige leeftijd.